# G-Unit

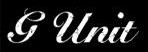
Логотип G-Unit

G-Unit — американський реп-гурт з Південної Ямайки, Квінз, Нью-Йорк, сформований колишніми учасниками 134 Allstars 50 Cent, Ллойдом Бенксом і Тоні Єйо. Назва є скороченням від Guerrilla Unit.

## Історія

### Ранні роки, створення
Усі троє засновників виросли в одному кварталі, читали реп разом.

### Шлях до слави
50 Cent підписав контракт з Interscope Records. Через успіх його дебютного студійного альбому Get Rich or Die Tryin' було створено лейбл G-Unit Records.
Гурт збільшував кількість прихильників, видаючи купу мікстейпів. Найвідоміші з них: 50 Cent Is the Future, God's Plan, No Mercy, No Fear, Automatic Gunfire. Разом зі своїм діджеєм, DJ Whoo Kid, G-Unit також розпочали серію мікстейпів G-Unit Radio. Гурт став популярним у мейнстрімі з реміксом «P.I.M.P.» з участю Снупа Доґґа.
Перш ніж колектив отримав можливість записати дебютну платівку, Єйо засудили до тюремного ув'язнення за незаконне володіння вогнепальною зброєю й втечу від правосуддя після передачі на поруки. Під час перебування Єйо за ґратами до гурту запросили Young Buck і записали Beg for Mercy. Альбом швидко видали 14 листопада 2003, щоб побороти піратство. Реліз містить лише 2 пісні з Єйо, записані до його арешту.
The Game увійшов до складу G-Unit на прохання Доктора Дре й Джиммі Йовіна. Однак невдовзі відносини між ним і 50 Cent стали напруженими. Останній звинувачував Ґейма в невірності, оскільки той не хотів брати участь у біфах з Fat Joe, Nas, Jadakiss і навіть висловив бажання співпрацювати з ними. На думку 50 Cent, він також не отримував належної поваги за написання деяких пісень з дебютної платівки репера The Documentary.
7 квітня 2008 в інтерв'ю Шанні Левісте на радіостанції Hot 97 Фіфті повідомив, що Young Buck більше не є членом гурту, однак залишається підписантом G-Unit Records. 50 Cent назвав проблеми, пов'язані з надмірними витратами та вимогою Бака заплатити гонорар. 14 квітня 2014 вийшов спільний трек Бака та Єйо «Devil's Advocate».

### Розпад, возз'єднання
Після смерті батька Бенкс більше сконцентрувався на сольній кар'єрі, дистанціювавши себе від Фіфті. 20 лютого 2014 Єйо заявив про свої напружені стосунки з 50 Cent. 25 квітня, після коментування ситуації у різних інтерв'ю, 50 Cent оголосив розпад гурту.
1 червня 2014 G-Unit возз'єдналися на Summer Jam 2014 у складі 50 Cent, Бенкса, Єйо та Бака. Наступного дня випустили пісню «Fuck You Talkin Bout» (з участю нового члена гурту Kidd Kidd), ремікс «Grindin My Whole Life» HS87. 25 серпня 2014 G-Unit видали міні-альбом The Beauty of Independence.

### Колишні соратники
Bang'em Smurf був у дуже тісних відносинах з гуртом до підписання контракту з Interscope, позаяк усі входили до 134 Allstars. Він стверджував, перш ніж 50 Cent став популярним, обоє записали мікстейп, з 1 копії кожен мав заробити $5. Реліз розійшовся накладом у 400 тис. 50 Cent нібито не дав Bang'em Smurf його частку. Крім того репер заявив, що 50 Cent не контактував, не вніс заставу, поки він сидів у в'язниці. Bang'em Smurf і близький друг, Domination, створили дует Silverback Gorillaz після короткого біфу з G-Unit у 2003.

## Лейбли
Після виконання контракту з Interscope було оголошено підписання угоди EMI та G-Unit Records на дистриб'юцію та промоцію артистів лейблу у Північній Америці.

## Конфлікти

### Fat Joe

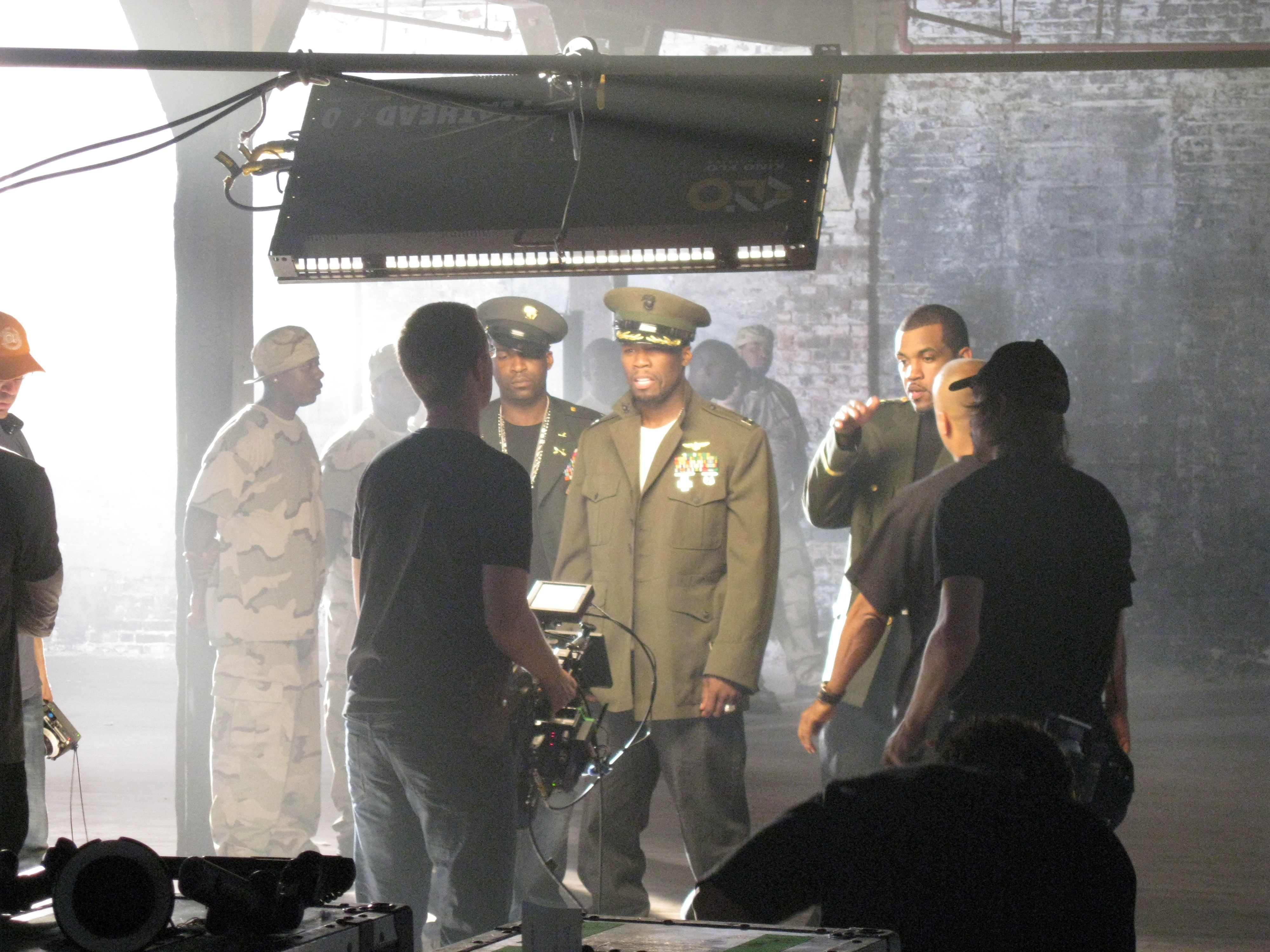
G-Unit на зйомках кліпу «Rider Pt. 2», дису на Fat Joe.

50 Cent зазначив, що Fat Joe став мішеню після співпраці на треці Джа Рула, де той задисив 50 Cent. Останній записав трек «Piggy Bank», де згадав Fat Joe. Репер відповів «My Fofo». Попри обіцянку утриматися від подальших дій записав ще 3 пісні, «Massacre of Fifty», «Victim» і «Whip Your Head». 50 Cent і Тоні Єйо відповіли в «I Run NY». На 2005 MTV Video Music Awards Fat Joe сповістив, уся поліція присутня на заході «через G-Unit», що пов'язано зі звинуваченням Фіфті у стукацтві, висловленим у піснях Fat Joe. 50 Cent та Єйо відповіли наприкінці свого виступу на цьому ж шоу, викрикуючи лайку у бік Fat Joe і Terror Squad, яку зацензурувало MTV. Єйо заявив, що Fat Joe втік від них на VMA. Pistol Pete (соратник Terror Squad) з'явився на DVD Ґейма Stop Snitchin Stop Lyin і задисив Єйо, Кріса Лайті й Джеймса Круза (тогочасні менеджери 50 Cent),), розповів як він переслідував Єйо поблизу ювелірної крамниці.
У 2007 ворожнеча тривала, зокрема в інтерв'ю з обох сторін. Конфлікт продовжився у 2008. 50 Cent випустив мікстейп Elephant in the Sand', назва котрого висміює альбом Fat Joe Elephant in the Room. Передня й задня обкладинки містять світлини Fat Joe на пляжі. Наразі конфлікт офіційно завершено.

### Cam'ron
1 лютого 2007 Cam'ron і Фіфті мали суперечку в прямому етері шоу Енджі Мартінез на радіостанції Hot 97. Джексон зазначив, що Koch Entertainment був «кладовищем», маючи на увазі, що великі лейбли не працюють ефективно зі своїми виконавцями.
Cam'ron у свою чергу висміяв результати продажу релізів Ллойда Бенкса та Mobb Deep з G-Unit Records, заявивши, що Джим Джонс перевершив їхні показники, попри контакт з незалежним лейблом, а в його гурту The Diplomats угоди на дистриб'юцію з кількома компаніями. У «Funeral Music» Фіфті заявив, Cam'ron уже не в змозі бути лідером The Diplomats, його місце повинен зайняти Джим Джонс. Cam'ron відповів «Curtis» і «Curtis Pt. II», де він висміює зовнішність Кертіса, називаючи того «горилою з кролячими зубами». Обоє випустили диси з відео на YouTube. 50 Cent також записав «Hold On» (з репертуару Young Buck).

## Дискографія
- 2003: Beg for Mercy
- 2008: T·O·S (Terminate on Sight)

## Нагороди
- Vibe Awards
  - 2004 — «Найкращий гурт» (G-Unit)
- AVN Awards
  - 2005 — «Найкращий інтерактивний DVD» (Groupie Love)
  - 2005 — «Найкраща музика» («Groupie Love» у виконанні Ллойда Бенкса)